# 阿夫塔特庫利河
阿夫塔特庫利河是俄羅斯的河流，流經楚科奇自治區，注入白令海的阿纳德尔湾。河道全長197公里，流域面積1,290平方公里，河水主要來自融雪，每年十月至翌年六月結冰。 

## 外部連結
- LocationPDF（571 KB）
- Bird lifePDF（893 KB）